# Аюрведа
Аюрведа или аюрведическа медицина (на санскрит: आयुर्वेद или आयुर्वेद, Āyurveda IAST) е псевдонаучна система за грижа за здравето с корени в Индия. Дума се превежда като „знание за живота“. Принципите на Аюрведа са насочени към опазване на живота – здравословни навици и терапия не само на тялото, но и на психиката, взаимоотношенията и духа.
Махариши Махеш Йоги, а най-много за нейното разпространение е направил Дийпак Чопра. По подвеждащ начин Чопра представя Аюрведата на Махариши като продължение на древноиндийската Аюрведа и е впрегнал сложна търговска организация в разпространяването на идеите и продажбата на книгите. Тезите на Чопра не издържат научна проверка и, макар и аюрведата на Махариши да се основава на билкови храни и диети, в САЩ са докладвани няколко отделни случая на отравяне с олово, съдържащо се в аюрведични приготовления.

## Видове енергии и диагностика при Аюрведа лечение
В Аюрведа съществуват три основни типа енергии протичащи в тялото на човека:
- Вата – кръвообращение, сърцебиене и дихателните пътища на организма
- Пита – метаболизма на тялото на човека
- Кафа – имунна система и развитието на тялото на човека

Осем са основните начини за диагностика на Аюрведа:
- Нади – служи за диагностика на пулса
- Моотра – служи за диагностика на урината
- Мала – служи за диагностика на изпражненията
- Жива – служи за диагностика на езика
- Шабда – служи за диагностика на речта
- Спарша – служи за диагностика на докосването
- Друк – служи за диагностика на визията
- Аакрути – служи за диагностика на външния вид[5]

## Аюрведични системи Пурвакарма и Панчакарма
Пурвакарма е външна подготовка на тялото за вътрешни процедури за пречистване на организма. Пурвакарма включва:
- Сауна
- Билкови масажи
- Обливане с масла
- Термични процедури

Панчакарма е вътрешно пречистване чрез лечебна терапия, като методите са:
- Повръщане
- Приемане на лечебни масла през дихателните пътища на човека
- Приемане на слабителни средства
- Лекарствена клизма
- Пречистване на кръвта